# Fringe teater
Fringe teater (også kaldet fringe teatergruppe eller frit teater) er betegnelsen for et ofte professionelt teaterensemble, der opererer uden binding til landets statslige teatre eller privatteatre. Begrebet teaterkollektiv kædes ofte sammen med "fringe" og betyder en løsere sammensætning af mennesker i flere forskellige kulturelle sammenhænge, hvor skiftende konstellationer samarbejder projektmæssigt. Lignende grupper inden for moderne dans og nycirkus findes også.
Fringe teatergrupper findes over hele verden og omtales ofte udelukkende som fringe (fra det engelske sprog) med egne festivaler, såsom Edinburgh Festival Fringe og Avignonfestivalen. Udtrykket refererer dog også til den bølge af teatergrupper, der først og fremmest opstod siden 1960'erne og 1970'erne i forbindelse med oprettelsen af de selvstændige teaterskoler, som var blevet udskilt fra selve teatervirksomheden. Oprindeligt blev de fleste af disse grupper drevet som kollektivistiske kooperativer, hvor de involverede delte alle former for arbejde og ansvar ligeligt mellem sig. De udsprang af ungdomsoprøret og hippiekulturen.
Efterhånden har flere grupper imidlertid i stigende grad forvandlet sig til en form for fringe teatergrupper med egne teaterdirektører, kunstneriske ledere, producenter mm. og andet specialiseret personale til teknologi og administration, dvs. næsten som et institutionelt teater i miniature. Aktiviteterne finansieres normalt delvist af tilskud fra kommuner og den danske stat.

## Fringe i Norden
I Sverige var en velkendt fringe teatergruppe Nationalteatern, der begyndte i Lund i 60'erne og særligt var aktiv fra 1971 til 1993 i Göteborg, som en slags forløber for Backa teater på Hisingen.
I Danmark findes den velkendte fringe teaterfestival CPH STAGE, hvor adskillige fringe-grupper hvert år optræder.